# Japonská kinematografie
Japonská kinematografie je souhrnné označení pro filmy natočené na území Japonska.

## Žánry
- anime - Japonská Animace

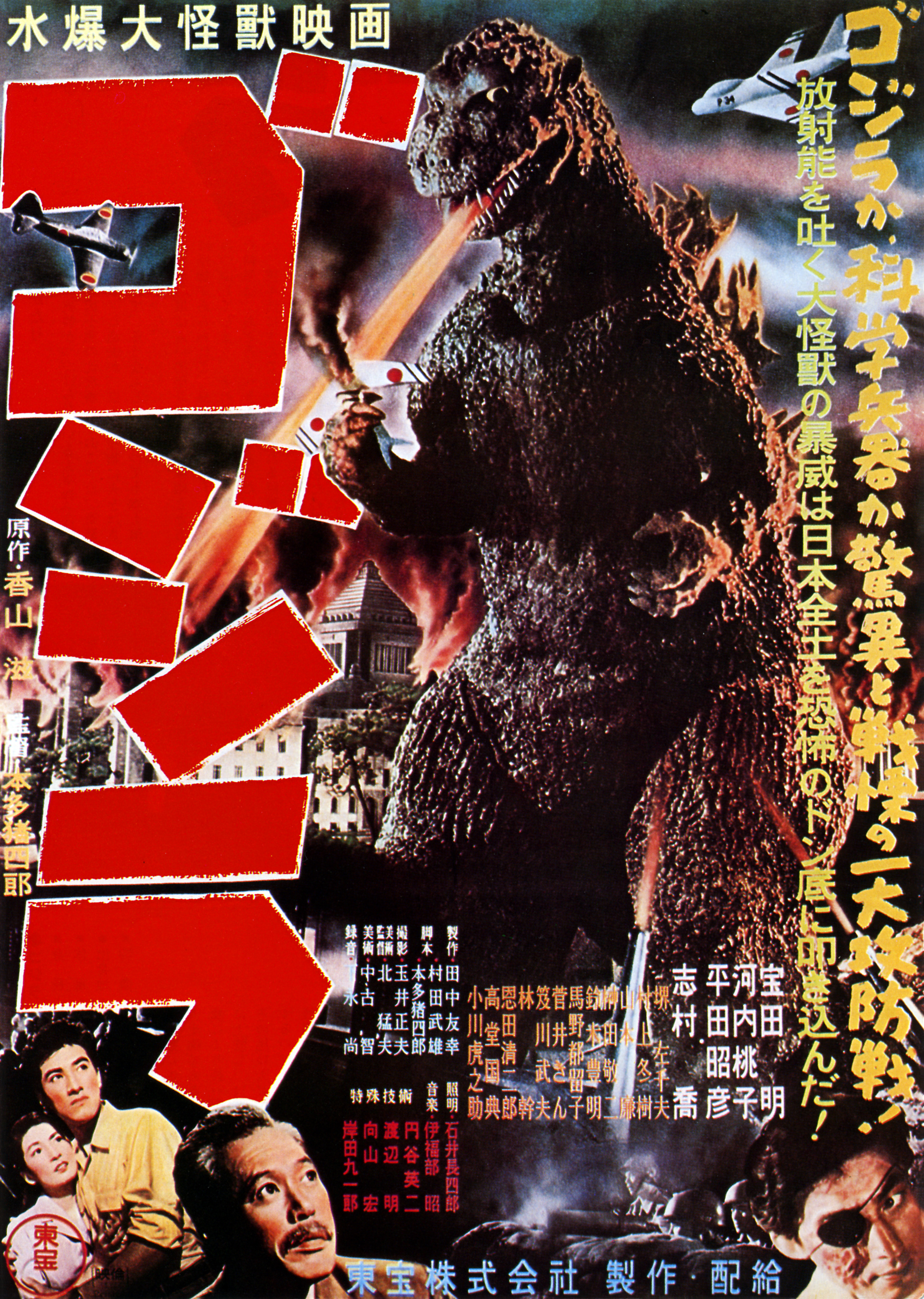
japonský plakát k filmu Godzilla (1954)

- džidaigeki - japonské historické filmy, často o samurajích
- japonský horor (J-horor), např. film Ring (1998)
- kaidžú - fiktivní obří netvor, např. Godzilla
- anglicky: pink film - japonská „softcore“ pornografie, více sociálně zaměřené a více umělecky hodnotné filmy než běžná pornografie
- filmy o jakuze
- mecha - obří robotické stroje (např. Gundam)
- dorama - romantická/komediální dramata

## Historie

### Němé filmy
- 1896 - v Japonsku promítají zahraniční filmy
- 1897 - první japonské dokumenty
- 1902 - první japonský hraný film Pojďme se procházet do javorového háje
- 1924 - natočeno 875 japonských filmů[1]

- režiséři: Teinosuke Kinugasa, Kendži Mizoguči, Heinosuke Góšo

### 30. léta
- ročně natočeno asi 400-500 japonských filmů

### 40. léta
- 1945 - natočeno 30 japonských filmů

### 50. léta
Film Rašómon (1950), který režíroval Akira Kurosawa získal mezinárodní ohlas.
- Sedm samurajů (1954)
- ročně natočeno asi 300-500 japonských filmů

Ukázky japonských filmových plakátů z 50. let:
- režiséři: Akira Kurosawa, Jasudžiró Ozu, Kaneto Šindó

### 60. léta
- režiséři: Kon Ičikawa, Susumu Hani, Nagisa Ošima

### 90. léta
- 1998 - Ring (リング, Ringu) - horor

### 2000 až současnost
- 2000 - Battle Royale (バトル・ロワイアル, Batoru Rowaiaru) - kontroverzní japonský film režíroval Kinji Fukasaku podle stejnojmenného románu, který napsal Kenta Fukasaku
- 2001 - Suicide Club (自殺サークル, Jisatsu Sākuru) - režie: Sion Sono
- 2003 - Battle Royale II: Requiem (バトル・ロワイアルＩＩ　【鎮魂歌】, Batoru rowaiaru tsū: "Rekuiemu") - režie: Kenta Fukasaku, Kinji Fukasaku.
- 2006 - Večeře u Noriko (紀子の食卓, Noriko no Shokutaku) - režie: Sion Sono, na filmovém festivalu v Karlových Varech dostala zvláštní cenu poroty.
- 2015 - Tag (film) (リアル鬼ごっこ, Riaru Onigokko) - režie: Sion Sono

- červenec 2006 - japonský soud rozhodl, že všechny filmy vyrobené v japonsku před rokem 1953 jsou public domain[2].

## Japonská filmová studia
- Shochiku, (anglicky: Shochiku Company, Limited, japonsky: 松竹株式会社, Shōchiku Kabushiki Gaisha) - založeno 1895 jako Kabuki production company
- Tóhó, (anglicky: Toho Company Ltd., japonsky: 東宝株式会社, Tōhō Kabushiki-kaisha) - založeno 1932 jako Tokyo-Takarazuka Theater Company
- Kadokawa Pictures (anglicky: Kadokawa Herald Pictures, Inc., japonsky: 角川ヘラルド映画株式会社, Kadokawa Herarudo Eiga Kabushiki-gaisha) - založeno 1942 jako Daiei Motion Picture Company (大映株式会社, Daiei Kabushiki-gaisha)
- Gainax - založeno 1981
- Studio Ghibli - založeno 1985